# Mantas Kvedaravičius
Mantas Kvedaravičius (Biržai, 1976. augusztus 28. – Mariupol, 2022. április 2.) litván filmkészítő, szociálantropológus.

## Életútja
1976. augusztus 28-án született Biržaiban. A Cambridge-i Egyetemen szerzett PhD fokozatot szociálantropológiából, majd a Vilniusi Egyetem docense volt. A 2011-es filmje, a Barzakh a háború sújtotta Csecsenföldön, az Orosz Föderáció egyik köztársaságában készült. Következő, 2016-ban megjelent dokumentumfilmje az ukrán kikötővárosra, Mariupolra fókuszált, amelyet 2014–15-ben szeparatista csapatok támadásai értek. 
2022-ben az Ukrajna elleni orosz invázió hírére Kvedaravičius visszatért Ukrajnába, hogy megkeresse azokat az embereket, akikkel 2014–15-ben találkozott és forgatott. Április 2-án, miközben gépkocsiján menekülni próbált az ostromlott Mariupolból, az orosz hadsereg meggyilkolta.  Barátja, Hanna Bilobrova, aki elkísérte útjára, hazahozta az ott forgatott anyagot. Ebből az anyagból készült a Mariupolis 2 című film. A frissen elkészült alkotást a 75. cannes-i fesztiválon mutatták be.

## Filmjei
Dokumentumfilmek
- 2011 : Barzakh (forgatókönyvíró, operatőr, rendező, vágó, producer)
- 2016 : Mariupolis (operatőr, rendező, producer)
- 2022 : Mariupolis 2 (operatőr, rendező, producer)

Kisérőfilm
- 2019 : Partenonas (forgatókönyvíró, operatőr, rendező, vágó, producer)

## Díjai, elismerései
- Barzakh

Amnesty International filmdíj (2011, Berlini Nemzetközi Filmfesztivál)
legjobb film (2011,  Belgrádi Dokumentum- és Rövidfilmfesztivál)
legjobb dokumentumfilm (2011, Litván filmdíj)
Amnesty International filmdíj (2012 Ljubljanai Nemzetközi Filmfesztivál)
nagydíj (2011, Tallinni Fekete Éjszakák Filmfesztivál)
legjobb litván első film (2011 Vilniusi Nemzetközi Filmfesztivál)
- Mariupolis

legjobb dokumentumfilm (2016, Litván filmdíj)
legjobb rendező (2016, Vilniusi Nemzetközi Filmfesztivál)